# عباس عطیه
عباس عطیه (انگلیسی: Abbas Attiya؛ زادهٔ ۲۵ اوت ۱۹۶۹) بازیکن سابق و مربی فوتبال است.
وی همچنین در تیم‌های ملی فوتبال زیر ۲۰ سال عراق و عراق بازی کرده‌است.